# Otto Theisen

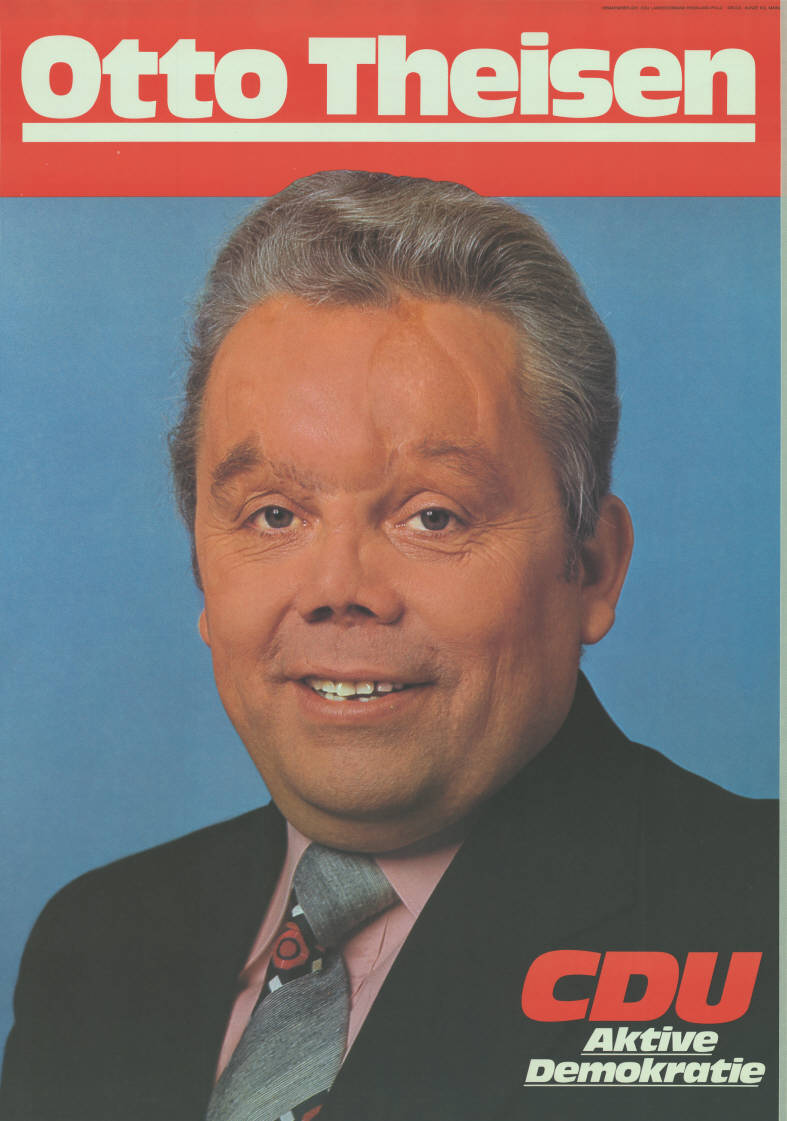
Kandidatenplakat zur Landtagswahl in Rheinland-Pfalz 1975

Otto Theisen (* 13. Oktober 1924 in Beuren bei Saarburg; † 26. Januar 2005 in Trier) war ein deutscher Jurist und Politiker (CDU). Er war von 1971 bis 1979 Justizminister des Landes Rheinland-Pfalz.

## Leben und Beruf
Theisen wurde im Kreis Saarburg geboren. Nach dem Besuch der Volksschule und des Gymnasiums bis 1943 nahm Theisen ab 1943 im Kriegsdienst als Jagdflieger am Zweiten Weltkrieg teil, in dem er mehrfach verwundet wurde. Am 1. Januar 1945 geriet er als Flugzeugführer der 2. Staffel der I. Gruppe des JG27 während des Unternehmens „Bodenplatte“ in Gefangenschaft. Er holte 1946 das Abitur als Exerner nach und nahm anschließend ein Studium der Rechts- und Staatswissenschaften an der Universität Bonn auf, das er 1949 mit dem ersten und 1952 mit dem zweiten juristischen Staatsexamen beendete. Er ließ sich 1953 als bis 1967 dort tätiger Rechtsanwalt in Trier nieder und gründete dort die Gesellschaft für Rechtspolitik, deren Präsident er ab 1973 war und in der er das Institut für Weinrecht der Gesellschaft leitete.
Otto Theisen war katholisch, verheiratet und hatte drei Kinder.

## Partei
Theisen trat 1953 der CDU bei. Er gehörte dem Landesvorstand der CDU Rheinland-Pfalz an und war dort ab 1969 Landesschatzmeister der Partei.

## Abgeordneter
Von 1959 bis 1967 und von 1971 bis 1983 war Theisen Mitglied des Rheinland-Pfälzischen Landtages in Mainz.

## Öffentliche Ämter
Theisen amtierte von 1967 bis 1971 als Staatssekretär im rheinland-pfälzischen Justizministerium. Nach der Bildung einer CDU-Alleinregierung wurde er am 18. Mai 1971 als Justizminister in die von Ministerpräsident Helmut Kohl geführte Landesregierung von Rheinland-Pfalz berufen. Er gehörte auch der von Ministerpräsident Bernhard Vogel geleiteten Folgeregierung an, schied am 13. Dezember 1979 aus dem Amt und wurde als Justizminister von Carl-Ludwig Wagner abgelöst.
Als von Helmut Kohl eingesetzter Justizminister veranlasste er die Ablösung des Adolf Kanter verfolgenden Staatsanwaltes und sorgte dafür, dass Kanter lediglich zu einer Geldstrafe verurteilt wurde. Dies war ein bis dahin unbekannter Eingriff in die Freiheit der Justiz.

## Ehrungen
- Verdienstkreuz 1. Klasse des Verdienstordens der Bundesrepublik Deutschland, 1974
- Ehrendoktorwürde (Dr. jur. h. c.) der Juristischen Fakultät der Universität Trier, 1980
- Großes Verdienstkreuz des Verdienstordens der Bundesrepublik Deutschland, 1983
- Justizrat des Landes Rheinland-Pfalz, 1992
- Verdienstorden des Landes Rheinland-Pfalz, 2000
- Gregoriusorden, 2005
- Großkreuz des Verdienstordens des Großherzogtums Luxemburg
- Ehrenbürger der Gemeinde Rittersdorf